# Kaëngha
Kaëngha est un village de la communauté rurale (CR) de Diembéring CR, située dans l'arrondissement de Kabrousse et le département d'Oussouye, une subdivision de la région de Ziguinchor dans la région historique de Casamance dans le sud du pays.
Arrondissement de Kabrousse
Communauté rurale : Diembéring CR

## Géographie

### Population
| 1962                                                             | 1968 | 1975 | 1982 | 1990 | 1999 |
| ---------------------------------------------------------------- | ---- | ---- | ---- | ---- | ---- |
| 0                                                                | 0    | 0    | 0    | 0    | 0    |
| Nombre retenu à partir de 1962 : Population sans doubles comptes |      |      |      |      |      |